# Radio Volver
Volver es una estación radial chilena ubicada en el 105.5 MHz del dial FM en Santiago de Chile

## Historia
Radio Volver inició sus transmisiones el mes de junio de 2012, sucediendo a La Mexicana Radio, que estuvo en el aire durante cerca de dos años en ese mismo dial. Sin embargo, el 1 de enero de 2013, es el Laboratorio Golden Green, que se hace cargo de la emisora. 
Su parrilla programática musical se componía de música del recuerdo, en específico se programan canciones de artistas que tuvieron éxito y apogeo en los años '50, '60, '70 y '80 como por ejemplo, La Nueva Ola Chilena, o ritmos como el Charleston, el tango, el rock and roll, el Twist, tropical, etc.
El equipo de locutores de Radio Volver lo integraban voces reconocidas de la radio chilena como Juan Carlos Gil (que por motivos de salud estuvo ausentado), Fernando Luco Navarro (fallecido el 18 de enero de 2015), Edmundo Soto, Aníbal Cuadra y Jacqueline Dufourcq, como también se incorporó durante el mes de junio de 2013 el mediático profesor Jaime Campusano. Su locutor institucional era el reconocido profesional de Curicó y aún no bien ponderado Juan Ignacio Tello Vidal. También contaba con un programa de música folclórica el cual era conducido por la talentosa Carmen Gloria Farías y la destacada artista cuequera chilena de amplia trayectoria María Esther Zamora. El personal técnico lo integraban Juan Antonio Pavez, Felipe Palma, Claudio Abasolo, Miqueas Quiroga, conocido como "DJ Pilón" y Miguel Ángel Labarca.
En enero de 2014, la radio sumó a Luis Quezada como nuevo integrante, que se hace cargo del programa La Botica de los Recuerdos, entre las 15 y 17 horas. Además, el programa Lo de Ayer, con Edmundo Soto, entró en receso hasta el mes de marzo, quedando en emisión los capítulos emitidos durante 2013 a la 1 de la madrugada.
El 24 de febrero de 2018 se terminaron las transmisiones en los 1330 kHz de Santiago, siendo reemplazada por Radio Romance, que también emite su programación para Valparaíso y Viña del Mar en el 88.9 MHz.
En la actualidad, emite sin concesión su señal en la frecuencia 105.5 MHz de la ciudad de Santiago de Chile, totalmente al margen de la ley, provocando interferencias a Sonar FM 105.3 MHz

## Historia del dial
El dial 1330 AM en Santiago ha sido escenario de las siguientes radios:                                 
- Radio Metropolitana, diciembre de 1989 - julio de 2003
- Radio Nina, agosto de 2003 - 29 de diciembre de 2006
- Cariño FM, 1 de marzo de 2007 - 31 de diciembre de 2007
- La Perla del Dial, 1 de enero de 2008 - 30 de septiembre de 2008
- La Mexicana Radio, 1 de octubre de 2008 - 30 de abril de 2009
- Romance, Baladas y Boleros, 1 de mayo de 2009 - 7 de agosto de 2009
- Radio Vida Nueva AM, 8 de agosto de 2009 - enero de 2010
- La Mexicana Radio, febrero de 2010 - 30 de abril de 2012
- Radio Volver, junio de 2012 - 24 de febrero de 2018
- Radio Romance 133 AM, 24 de febrero de 2018

En la actualidad, transmite en el 105.5 FM en Santiago de Chile.
- Datos: Q12200926